# Ichthyophis kohtaoensis
Ichthyophis kohtaoensis é uma espécie de anfíbio gimnofiono. A taxonomia da espécie é problemática, sendo muitas vezes confundida com Ichthyophis glutinosus e Ichthyophis bananicus. Por certo está presente na Tailândia, na ilha de Kohtao e talvez no Cambodja, Laos, Mianmar e Vietname. Habita florestas de folha perene e matas de galeria, zonas agrárias e urbanas. A reprodução é ovípara com ovos terrestres e larvas aquáticas.